# Bolivia i olympiska sommarspelen 1964
Bolivia deltog med en deltagare vid de olympiska sommarspelen 1964 i Tokyo. Landets deltagare erövrade ingen medalj.